# Curia romană

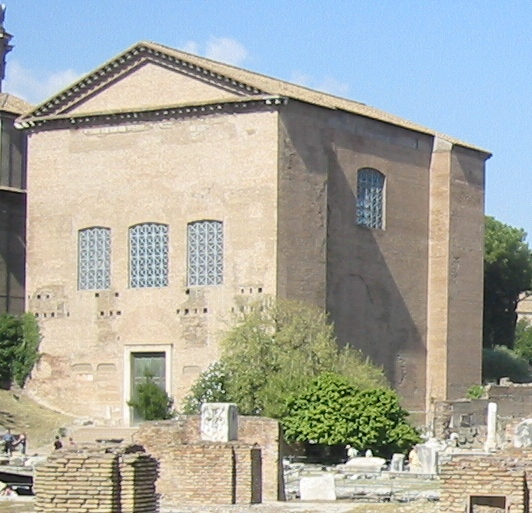
Curia Iulia

Curie (curia) desemnează Senatul Romei și, totodată, principala adunare a orașelor de provincie și din Italia, locul lor de întrunire sau, în sfârșit, un loc de întrunire general.
În Roma Antică clădirea Curia Hostilia (atribuită regelui Tullius Hostilius), sau pur și simplu Curia, a ars într-un incendiu în 52 î.Hr., în decursul funeraliilor agitate ale lui Clodius; ea a fost reconstruită, apoi înlocuită, aproape în același loc, dar cu o orientare diferită, pe timpul lui Cezar, de cea care poartă numele acestuia, Curia Iulia, care poate fi văzută și în prezent, restaurată de mai multe ori, de-a lungul forului, pe latura de nord. În secolul al VII-lea ea a fost transformată în biserică, dar lucrările moderne i-ai redat înfățișarea antică. Planul ei este simplu, dreptunghiular, cuprinzând o sală de ședințe, un vestibul și birouri.
În celelalte orașe curia era, ca bazilică, o anexă obligatorie a forului.